# NGC 1162
NGC 1162 is een elliptisch sterrenstelsel in het sterrenbeeld Eridanus. Het hemelobject werd op 27 november 1785 ontdekt door de Duits-Britse astronoom William Herschel.

## Synoniemen
- PGC 11274
- MCG -2-8-36